# Shi Zhihao
Shi Zhihao, Chinees: 施之皓, (26 september 1959, China) is een voormalig Chinees professioneel tafeltennisser. Shi is zijn achternaam.

## Belangrijkste resultaten
- WK
  -  Goud met het Chinese team in 1981 in Novi Sad.

- Gemeinsame Normdatei: 1154605507
- Virtual International Authority File: 1662152140022611100005